# Sergei Barracuda
Sergei Barracuda (vlastním jménem Erik Peter) je český rapper pocházející z Ostravy.[zdroj?]
Svou kariéru začal v ostravském seskupení Fuerza Arma, kde kvůli neshodě s Yzomandiasem odešel, poté se připojil k labelu Azurit Kingdom, který založil jeho kolega Pastor. Do roku 2020 společně s ním a DJ Bussym tvořili skupinu AK, pod tímto názvem vydali AK Mixtape v roce 2014.[zdroj?] Na podzim roku 2015 vyšlo album AK – Bída & Bolest. Poslední album tohoto labelu s názvem Syndikát bylo vydáno v roce 2019. Po vydání už nevznikla žádná jiná alba a kvůli neshodám se AK v březnu 2020 rozpadlo.
V roce 2021 vyhrál cenu za nejlepší český hudební videoklip roku k singlu “Budem se mít fajn”.[zdroj?]
V roce 2022 hrál sám sebe ve filmu BANGER. režiséra Adama Sedláka.[zdroj?]
4.8.2024 vyhrál soutěž světoznámého Zaytovena, který je známý po celém světě jako producent a DJ. Soutěž nesla název “Zaytoven challenge”, která spočívala v tom, kdo z tisíce lidí udělá nejlepší beat. Sergei Barracuda vyhrál tuhle soutěž s beatem, který si produkoval a dělal sám.[zdroj?]

## Osobní život
Sergei Barracuda má základní vzdělání. V mládi skládal písničky a v zálibě měl i tanec.[zdroj?] Následně se v roce 2010 začal věnovat hip hopu. Jeho oblíbeným sportem je basketbal, kterým se i chvíli zabýval na profesionální úrovni.
Během života vyzkoušel velké množství drog, které do jisté míry ovlivnily jeho tvorbu. Jak sám uvádí: "Drogy jsem bral jako vědecký výzkum".

## Diskografie
- 2010 – Sergei Barracuda – Pouliční Ekonomická (Mixtape)
- 2011 – Sergei Barracuda – Život v Bloku (EP)
- 2012 – Sergei Barracuda – Pouliční Ekonomická 2 – Nechvalně proslulý
- 2014 – AK – AK Mixtape
- 2015 – AK – Bída & Bolest
- 2016 – Sergei Barracuda – Pouliční Ekonomická 2.5 – Notorický Hustler
- 2017 – Sergei Barracuda – 713 (Mixtape)
- 2018 – Sergei Barracuda – Pouliční Ekonomická 3 – Láska & Loyalita
- 2019 – Sergei Barracuda – Medusa
- 2019 – AK – Syndikát
- 2020 – Sergei Barracuda – Medusa II
- 2021 – Sergei Barracuda – Produkt
- 2021 – Sergei Barracuda, Hard Rico – Kila Zdarma (Mixtape)
- 2022 – Sergei Barracuda – Finesa
- 2023 – Sergei Barracuda – Růst & Prosperita (původně součástí série Pouliční Ekonomická jako album č. 4)
- 2023 – Sergei Barracuda, Palermo – Goodfellas
- 2024 – Sergei Barracuda – 713 až na věky